# Joachim Christian von Tresckow
Joachim Friedrich Christian von Tresckow (* 28. September 1698 in Niegripp bei Magdeburg; † 20. April 1762 in Neisse) war ein preußischer Generalleutnant und Chef des Infanterieregiments Nr. 32.

## Leben

### Herkunft
Er entstammt dem alten märkischen Adelsgeschlecht derer von Tresckow aus dem Hause Niegripp. Seine Eltern waren Berthold Christian von Teschkow (1659–1725) und dessen Ehefrau Rosine Tugendreich, geborene von der Groeben (1645–1715).

### Militärkarriere
Ab 1728 diente er als Leutnant bei den Potsdamischen Grenadieren (Infanterieregiment Nr. 6). Es folgten einige Jahre in russischen Diensten im Preobraschenski-Regiment. Dort konnte er sich im Kampf gegen die Türken und Tataren auszeichnen. So wurde er im März 1739 Oberst und danach Hofjägermeister. Ab April 1743 wieder in preußischem Dienst, nahm er als Oberst und Flügeladjutant am Zweiten Schlesischen Krieg und der Schlacht bei Kesselsdorf teil.
Am 6. September 1746 verlieh ihm König Friedrich II. die Drostei Berum in Ostfriesland. Am 17. Mai 1747 ernannte er ihn zum Kommandanten von Neisse, der damals wichtigsten Festung Schlesiens, und zum Chef des Infanterieregiments Nr. 32, mit dem er am Siebenjährigen Krieg teilnahm.
Tresckow wurde 1747 zum Generalmajor ernannt und am 10. September mit dem Orden Pour le Mérite dekoriert. In der Schlacht bei Prag wurde er verwundet, schnell ausgetauscht und am 11. Mai 1757 vom König zum Generalleutnant befördert und im gleichen Jahr mit dem Schwarzen Adlerorden ausgezeichnet.

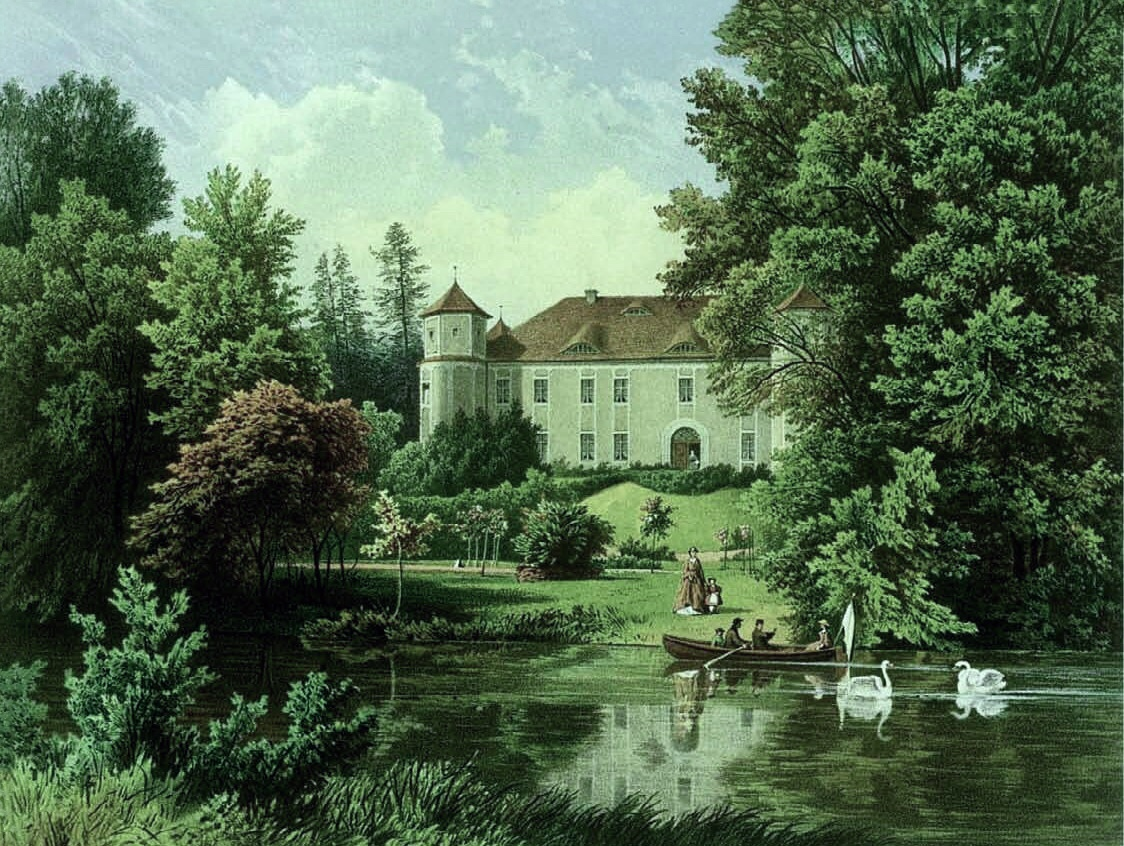
Schloss Deutsch-Jägel nach Duncker

In der der Schlacht bei Kolin geriet er verwundet erneut in österreichische Gefangenschaft, aus der er im März 1758 freikam. Am 16. April 1758 gelang es ihm, die Festung Schweidnitz zurückzuerobern, er geriet jedoch wenig später als Kommandant der Stadt Neisse selbst unter österreichische Belagerung. Ein Versuch der Österreicher, seine Gemahlin, Sophie Catharine Helene von Falkenberg (1716–1761), die sich außerhalb von Neisse auf ihrem Gut Deutsch-Jägel Kreis Strehlen aufhielt, zu bestechen, scheiterte. Tresckow verteidigte die Stadt Neisse mit größter Umsicht, bis sich am 5. November preußische Entsatzheere näherten und die Österreicher die Belagerung aufgaben.

### Familie
Er war mit Sophie Catharine Helene von Falkenberg (1716–1761) verheiratet. Das Paar hatte folgende Kinder:
- Carl Peter (1742–1811), preußischer Generalmajor ⚭ 1806 Christine Sophie von Diericke (Tochter von Christian Friedrich von Diericke)
- Friedrich Wilhelm (* 1743)
- Sophie Helene (1746–1764) ⚭ 1763 Arnd Heinrich von Tresckow († 1771)
- Joachim Christian (1748–1802) ⚭ Elisabeth Caroline Becker (1758–1849)
- Friedrich Heinrich Ferdinand (1752–1804) 1794–1804 Oberbürgermeister von Breslau ⚭ 1785 Elisabeth von Wostrowsky († 1831)[1], Eltern von Wilhelm von Tresckow
- Leopold Otto (1754–1815) ⚭ Dorothea Müller
- Philippine Luise († Jung)